# Rhythm-and-blues
Rhythm-and-blues is een muziekgenre met invloeden uit jazz, gospel en blues dat ontstond in de Afro-Amerikaanse cultuur in de jaren veertig van de 20e eeuw. Op zijn beurt leidde rhythm-and-blues mede tot het ontstaan van onder meer rock-'n-roll en soul, en beïnvloedde ook Europese rockgroepen. In bredere zin wordt de term rhythm-and-blues ook wel gebruikt als benaming voor Afro-Amerikaanse popmuziek in het algemeen.

## Benaming
De term werd in 1949 bedacht door Jerry Wexler van het Amerikaanse muziektijdschrift Billboard. Daarop voerde het tijdschrift de term in als vervanging van eerdere benamingen voor de muziekstroming die door de zwarte gemeenschap in de Verenigde Staten als beledigend werden opgevat, zoals race music, race records, sepia music en Harlem hits parade. Tegelijkertijd benoemde Paul Ackerman, ook van Billboard, overigens folk en hillbilly music als country and western.

## Geschiedenis
In de jaren veertig werden verschillende vormen van dansbare blues populair, waaronder jump blues en Chicago blues. Jump blues was een swingende stijl die met een combo (klein jazzensemble) gespeeld werd. De zangstijl was uitbundig en ruw, met een hoog volume en een krakend stemgeluid. Populaire vertolkers waren Louis Jordan, Big Joe Turner, Sister Rosetta en Roy Brown.
Chicago blues werd gespeeld met elektrische gitaar, mondharmonica, basgitaar, elektrische piano of orgel en drums. Belangrijke namen waren Washboard Sam, Howlin' Wolf, Big Joe Turner, Muddy Waters en Bo Diddley.
Ook zanger-gitarist John Lee Hooker was een van de grondleggers van rhythm-and-blues. Uit de oudere delta blues en talking blues ontwikkelde hij een eigenzinnige stijl.
Veel jazzmuzikanten speelden rhythm-and-blues, zoals de swingbands van Jay McShann, Tiny Bradshaw and Johnny Otis. Count Basie had wekelijks een rhythm-and-blues-live-uitzending vanuit Harlem. Het icoon van de bebop, Tadd Dameron, maakte muziek voor Bull Moose Jackson en was twee jaar lang diens pianist, nadat hij zichzelf aan de bebop toegewijd had. De meeste rhythm-and-blues-muzikanten waren jazzmuzikanten en veel muzikanten op Charles Mingus' jazzopnames waren rhythm-and-bluesprofessionals.
Overlappend met andere genres ontwikkelde rhythm-and-blues regionale specialisaties. Een sterke stroming langs de blueskant kwam van New Orleans en was gebaseerd op een vloeiend pianospel, gelanceerd door Professor Longhair. Andere artiesten die een Louisiana-touch gaven aan de rhythm-and-blues waren onder meer Clarence 'Frogman' Henry, Frankie Ford en Irma Thomas.
Fats Domino en Jimmy Preston waren wegbereiders van de rock-'n-roll, een stijl die in de jaren vijftig uit onder andere de rhythm-and-blues ontstond. Andere zwarte rock-and-rollzangers waren Chuck Berry en Little Richard. In de vroege jaren zestig maakte Chubby Checker de hucklebuck en de twist populair, twee dansstijlen die dicht aanleunden bij rhythm-and-blues en rock-'n-roll.
In de jaren vijftig en zestig nam rhythm-and-blues invloeden over van gospel met artiesten als Ray Charles, Sam Cooke, Jackie Wilson, James Brown en Aretha Franklin. Om deze stijl aan te duiden gebruikten de zwarte artiesten zelf de benaming soul.
In de jaren zestig raakten sommige Europese groepen beïnvloed door rhythm-and-blues. The Rolling Stones noemden zichzelf naar het liedje Rollin' Stone van Muddy Waters, ze bewonderden John Lee Hooker en Bo Diddley, en ze coverden Harlem Shuffle van het rhythm-and-bluesduo Bob and Earl. Andere voorbeelden zijn The Yardbirds, The Pretty Things, Small Faces, The Animals, The Spencer Davis Group en The Who.
In 1969 verving Billboard de benaming Hot Rhythm and Blues Singles door Best Selling Soul Singles. Na 1970 was rhythm-and-blues in de strikte zin over zijn hoogtepunt, maar de benaming bleef bestaan in de ruimere zin van popmuziek met Afro-Amerikaanse wortels in het algemeen. Moderne r&b, een muziekstijl die ontstond na het discotijdperk in de jaren tachtig, wordt ook wel het hedendaagse r&b genoemd.